# Billerbeck (Osterburg)
Billerbeck ist ein Wohnplatz der Hansestadt Osterburg (Altmark) im Landkreis Stendal in Sachsen-Anhalt.

## Geografie
Die kleine Siedlung Billerbeck liegt etwa zwei Kilometer westsüdwestlich des Dorfes Zedau und 3½ Kilometer westlich von Osterburg in der Gemarkung Krumke.
Nachbarorte sind Schliecksdorf im Nordwesten, Krumke und Zedau im Nordosten, Osterburg im Osten und Storbeck im Südwesten.

## Geschichte

### Entstehung
Eine Besitzung Billerbeck bei Zedau wurde 1864 erstmals erwähnt. Im Jahre 1909 schrieb Wilhelm Zahn, dass in der zweiten Hälfte des 19. Jahrhunderts auf der wüsten Feldmark eines Dorfes Billerbeck zwei zu Zedau gehörende Gutshöfe angelegt wurden, von denen der westlich gelegene den Namen Billerbeck erhalten hatte, welcher später auch für den anderen mitverwendet wurde. Der westlich gelegene Hof war Anfang des 20. Jahrhunderts noch in Karten verzeichnet.

### Einwohnerentwicklung
| Jahr | Einwohner |
| ---- | --------- |
| 1871 | 34        |
| 1885 | 20        |
| 1895 | 22        |
| 1905 | 22        |

## Religion
Die evangelischen Christen aus Billerbeck gehören zur Kirchengemeinde Zedau, die früher zur Pfarrei Osterburg gehörte. Die Kirchengemeinde Zedau gehört seit 2007 zum Kirchspiel Osterburg und wird betreut vom Pfarrbereich Osterburg im Kirchenkreis Stendal im Propstsprengel Stendal-Magdeburg der Evangelischen Kirche in Mitteldeutschland.